# Бенгела
Бенге́ла — місто-порт в Анголі, на узбережжі Атлантичного океану.
Близько 15 тисяч жителів (1956).
Кінцевий пункт Трансафриканської залізниці (Бенгела — Бейра). Через Бенгелу експортується частина продукції гірничопромислового району Катанга. Невеликі підприємства легкої та харчової промисловості.

## Транспорт
- Залізниця Бенгела
- Аеропорт Бенгела